# Kronobergs slotsruin
 Der er for få eller ingen kildehenvisninger i denne artikel, hvilket er et problem. Du kan hjælpe ved at angive troværdige kilder til de påstande, som fremføres i artiklen.

Kronobergs slotsruin (svensk: Kronobergs slottsruin) ligger på en ø i søen Helgasjön, 5 km nord for Växjö i Småland i Sverige. Slottet har givet navn til Kronobergs län. Kronoberg tilhørte i middelalderen Växjö stifts biskopper, der tilbragte megen tid på slottet. Ved reformationen inddrog Gustav Vasa slottet under Kronen.
På en holm tæt ved bredden i Helgasjön begyndte biskop Lars Michelson opførelsen af et stenhus i 1444. Under krigen i 1469 ødelagde danskerne huset, der blev genopbygget efter freden i 1472. I 1542 blev slottet indtaget af bondeoprøreren Nils Dacke og kom efter Dackefejdens afslutning i 1543 tilbage til Kronen. Slottet blev siden befæstet af Gustav Vasa, særligt i 1547, og blev et støttepunkt i denne del af Småland.
I 1569 besluttede Johan III at Kronoberg skulle befæstes yderligere, men det skete aldrig.  Som følge deraf blev slottet i 1570 indtaget og nedbrændt af danskerne. Fra 1576 til 1580 blev Kronoberg forstærket og efter 1596 af hertug Karl. Slottet blev alligevel igen indtaget af danskerne under Breide Rantzau i slutningen af januar 1612, hvorefter det blev brændt ned. 
Først i 1616 blev begyndte genopbygningen, og endnu i Karl XI's tid var Kronoberg i nogenlunde god stand. Efter freden i Brömsebro forfaldt anlægget, og allerede i midten af 1600-tallet var slottet en ruin.